# 松元環季
松元 環季（まつもと たまき、1999年（平成11年）2月7日 - ）は、日本の女優、モデル、歌手、元子役。神奈川県横浜市出身。フリーランス。

## 略歴
- 2001年8月、テアトルアカデミー（赤ちゃんモデル部）入所。
- 2002年10月、舞台『てるてる坊主の照子さん』でデビュー[1]。
- 2007年、テレビドラマ『マイフェアボーイ』『仮面ライダー電王』にレギュラー出演し、注目される。
- 2010年、テアトルアカデミー（劇団コスモス）から系列プロダクションであるATプロダクションに移籍。
- 2011年4月、学業専念（中学受験）のため引退。
- 2017年4月、明治学院大学国際学部国際キャリア学科入学。同年7月10日、ミス明治学院コンテスト2017にエントリー[2]。
- 2017年9月14日、都内で行われた『劇場版 さらば仮面ライダー電王 ファイナル・カウントダウン ディレクターズカット版』のトークショーにサプライズで登場[3]。

## 人物
自分で適当に作った歌を歌いながら踊ったり、気が強くすぐに人と喧嘩をしたりするような子供であったため、「演技が向いているのではないか」と思った母親がテアトルアカデミーに応募したことがきっかけで、芸能の仕事を始める。
目標とする女優として、長澤まさみや宮崎あおい、堀北真希を挙げている。
高校の部活は軽音楽部だった。
橋本環奈とK-POPが好き。

## 後任
松元の引退後、持ち役を引き継いだ人物は以下の通り。
| 後任       | 役名         | 概要作品                          | 後任の初担当作品                          |
| ---------- | ------------ | --------------------------------- | ----------------------------------------- |
| きゃさりん | かんなちゃん | 『毎日かあさん』                  | 第59話                                    |
| 須藤沙織   | 天子         | 『コードギアス 反逆のルルーシュ』 | 『コードギアス 反逆のルルーシュ II 叛道』 |
| 染野有来   | 風丘亜矢     | 『科捜研の女』                    | 『科捜研の女 Season15』                   |

## 出演

### テレビ

#### テレビドラマ
2003年
- 特命係長 只野仁 1stシーズン 第9話（9月5日、テレビ朝日） - 奈美子（幼少） 役

2004年
- 美少女戦士セーラームーン 第34話（6月5日、CBC） - 水野亜美（幼少） 役
- 火曜サスペンス劇場 六月の花嫁・偽りのドレス（6月22日、日本テレビ） - 新庄美佐子（幼少） 役
- ほんとにあった怖い話 恐怖郵便 第15回「潮騒の夢」（10月18日、フジテレビ） - 山本あすか 役
- 大河ドラマ 新選組! 第46・47・49話（11月21日・11月28日・12月12日、NHK） - 近藤たま 役

2005年
- ハチロー〜母の詩、父の詩〜 第3話（2月7日、NHK）
- 怪談新耳袋「ふたりぼっち」（3月、BS-i） - 上条真弓 役
- 慶次郎縁側日記2 第5話（11月4日、NHK） - おゆう 役

2006年
- 相棒 season4 第15話（2月1日、テレビ朝日）
- 小早川伸木の恋 第5話（2月9日、フジテレビ） - 小早川妙子（幼少） 役
- トップキャスター 第1・4・8話（4月17日・5月8日・6月5日、フジテレビ） - 石場真由 役
- 介護エトワール（9月18日、NHK）

2007年
- 恋する日曜日 第3シリーズ 第8・9話「はじめての恋（前編・後編）」（2月24日・3月3日、BS-i） - 主演・中村恵理香 役
- 花より男子2（リターンズ） 最終話（3月16日、TBS） - 少女 役
- ドラマW 真夜中のマーチ（4月15日、WOWOW） - 黒川千恵（幼少） 役
- プロポーズ大作戦 第1・3・10・11話（4月16日・4月30日・6月18日・6月25日、フジテレビ） - 吉田礼（小学生時代） 役
- マイフェアボーイ（6月4日 - 7月13日、TBS） - 岡崎ちづる（ちっち） 役
- 仮面ライダー電王（9月16日 - 2008年1月20日、テレビ朝日） - コハナ 役
  - 体調不良で降板したハナ役の白鳥百合子の後を継いで出演
- 水曜ミステリー9 警視庁・黒豆コンビ4 虚飾の塔・覗かれたセレブ妻の秘密（10月10日、テレビ東京）
- 点と線（11月24日・11月25日、テレビ朝日） - 桑山明子 役

2008年
- だいすき！！ 第3・6話（1月31日・2月21日、TBS） - 福原柚子（幼少） 役
- 新・科捜研の女 第1･5話（4月17日・5月22日、テレビ朝日） - 風丘亜矢 役

2009年
- 仮面ライダーキバ 最終話（1月18日、テレビ朝日）
  - 同じ事務所所属である小越勇輝の応援で現場を訪れカメオ出演[7] [8]
- 仮面ライダーディケイド 第14・15話（4月26日・5月3日、テレビ朝日） - コハナ 役
- ドラマW 都市伝説セピア「アイスマン」（7月26日、WOWOW） - ノンコ 役
- 科捜研の女 第4話（7月30日、テレビ朝日） - 風丘亜矢 役

2010年
- 大河ドラマ 龍馬伝 第1-8話 （1月3日 - 2月21日、NHK） - 坂本春猪（少女時代） 役

#### その他テレビ番組
- m-serve style 第74回ゲスト出演（2009年9月1日更新、m-serve）
- 創ったヒト ゲスト出演（2010年6月12日放送、アニマックス）

### 映画
2005年
- バースデー・ウェディング（6月11日公開、タキコーポレーション） - 藤澤愛 役

2007年
- Mayu-ココロの星-（9月29日公開、ティ・ジョイ） - 竹中まゆ（幼少） 役

2008年
- 劇場版 仮面ライダー電王&キバ クライマックス刑事 （4月12日公開、東映） - コハナ 役
- 20世紀少年 第1章〜終わりの始まり〜（8月30日公開、東宝） - ユキジ（幼少） 役
- 劇場版 さらば仮面ライダー電王 ファイナル・カウントダウン （10月4日公開、東映） - コハナ 役

2009年
- 20世紀少年 第2章〜最後の希望〜 （1月31日公開、東宝） - ユキジ（幼少） 役
- 劇場版 超・仮面ライダー電王&ディケイド NEOジェネレーションズ 鬼ヶ島の戦艦 （5月1日公開、東映） - コハナ 役
- 20世紀少年 最終章〜ぼくらの旗〜 （8月29日公開、東宝） - ユキジ（幼少） 役

2010年
- 仮面ライダー×仮面ライダー×仮面ライダー THE MOVIE 超・電王トリロジー（東映） - コハナ 役
  - EPISODE RED ゼロのスタートウィンクル（5月22日公開）
  - EPISODE BLUE 派遣イマジンはNEWトラル（6月5日公開）
  - EPISODE YELLOW お宝DEエンド・パイレーツ（6月19日公開）

2011年
- つるしびな

### CM
2004年
- セイカノート おしゃべらーと
- セガトイズ ペットノート3
- KFC スノーマンマグつきファミリーパック 二人の帰り道篇

2005年
- 日産自動車 セレナ Threes篇、CAMP FIRE篇、COW BOY篇
- 三菱電機 霧ヶ峰 南国気分篇
- ライオン バファリンフルーツゼリー篇、くすり箱篇
- KFC スノーマンブランケットつきパック スノーマンパパ篇
- NTT東日本 ポケモン･オン･フレッツ

2006年
- チューリッヒ
- マイカル 新生マイカル開幕 大創業祭

2007年
- ENEOS 地球のことを考えながらドライブ篇、自分のエネルギーを自分でつくる家篇、工場と自然が仲良しのヒミツ篇、ガソリンがないと走れない車篇
  - エコちゃん役でイチローと共演。

2009年
- マイマイ新子と千年の魔法 母娘編

不明
- 大阪ガス インターネットホームセキュリティ

### テレビアニメ
- レ・ミゼラブル 少女コゼット（2007年） - コゼット（幼少）[9] 、コゼットの娘 役
- コードギアス 反逆のルルーシュR2（2008年） - 天子 役
- 地獄少女 三鼎（2009年） - 滋田加世 役
- シャングリ・ラ（2009年） - マジカルギーナ 役
- クッキンアイドル アイ!マイ!まいん!（2009年） - アンジー 役
- 毎日かあさん（2009年） - かんなちゃん 役

### 劇場版アニメ
- 映画ドラえもん のび太の新魔界大冒険 〜7人の魔法使い〜 （2007年、東宝） - 幼い美夜子 役
- 河童のクゥと夏休み （2007年、松竹）- 上原瞳 役[10]
- 映画ドラえもん のび太と緑の巨人伝（2008年、東宝） - ジョーロの女の子 役
- ホッタラケの島 〜遥と魔法の鏡〜 （2009年、東宝） - コットン 役[11]
- マイマイ新子と千年の魔法 （2009年、松竹） - 青木光子 役
- カールじいさんの空飛ぶ家 （2009年、ウォルト・ディズニー・スタジオ） - エリー（子供時代） 役
- 超劇場版ケロロ軍曹 誕生!究極ケロロ 奇跡の時空島であります!! （2010年、角川映画） - ラナ 役
- 宇宙ショーへようこそ （2010年、アニプレックス） - 西村倫子 役[12]

### ゲーム
- アイテムゲッター 〜僕らの科学と魔法の関係〜（2009年、NDSゲーム） - レム・ファリーナ 役[13]
- Another Century's Episode:R （2010年、PlayStation 3） - 天子 役

### CD

#### ドラマCD
- コードギアス 反逆のルルーシュR2 Sound Episode2 - 天子 役

#### その他CD
- てれびくんお年玉ふろく 仮面ライダー電王スペシャルCD イマジンとあそぼう!（2008年2月号） - コハナ 役

### DVD
- てれびくん全員サービスDVD『仮面ライダー電王ハイパーバトルDVD うたっておどって大とっくん!』（2007年） - コハナ 役
- 『コードギアス 反逆のルルーシュR2』第5巻 イラストドラマ（2008年） - 天子 役

### ラジオ
- そちたち 第2回（2009年6月4日更新、ZAKZAK） - ゲスト出演
- 高田純次・河合美智子の東京パラダイス（2010年2月13日放送、文化放送） - ゲスト出演
- レコメン!（2010年6月2日放送、文化放送） - ゲスト出演

### 舞台
- てるてる坊主の照子さん（2002年、帝国劇場） - 冬子 役
- 汝、知り初めし逢魔が刻に…（2010年、笹塚ファクトリー） - 佐那 役

### 音楽PV
- day after tomorrow「Dear friends」

### VP
- HUSER - 愛子 役

### スチール
- TOYOTA「ミニバンシリーズ'04パンフレット」
- 松下電器

### 雑誌
- ピュアピュア vol.35
- Prolog vol.31

他多数

## 音楽

### シングル
1. くっつけはっつけワンダーランド（2010年6月2日発売、flying DOG）
  1. くっつけはっつけワンダーランド（作詞・作曲・編曲：黒石ひとみ）
テレビアニメ『ケロロ軍曹』17代目エンディングテーマ
  2. 星の空（作詞・作曲・編曲：黒石ひとみ）
  3. くっつけはっつけワンダーランド [instrumental]
  4. 星の空 [instrumental]

### アルバム
1. small nature（2010年6月2日発売、flying DOG）
  1. Sunshine（作詞・作曲・編曲：黒石ひとみ）
  2. ありがとうね（作詞・作曲・編曲：黒石ひとみ）
  3. A Place for Us（作詞・作曲・編曲：黒石ひとみ）
  4. いちご畑で夢見てる（作詞・作曲・編曲：黒石ひとみ）
  5. Vanilla Sky（作詞・作曲・編曲：黒石ひとみ）
  6. 静かな夜（作詞・作曲・編曲：黒石ひとみ）
  7. 春うらら（作詞・作曲・編曲：黒石ひとみ）
  8. 天子的憲法四条（作詞：黒石ひとみ、作曲・編曲：中野定博）
  9. オレンジかんだら（作詞・作曲・編曲：黒石ひとみ）
  10. くっつけはっつけワンダーランド-album mix-（作詞・作曲・編曲：黒石ひとみ）
  11. 星夜（作詞・作曲・編曲：黒石ひとみ）

### その他名義
- メンドク星マーチ（2010年3月3日発売、flying DOG）
  - メンドク星マーチ（高田純次&松元環季）
劇場版アニメ『超劇場版ケロロ軍曹 誕生!究極ケロロ 奇跡の時空島であります!!』オープニングテーマ
  - イオラナのうた（イオラナ（本城雄太郎&松元環季））
劇場版アニメ『超劇場版ケロロ軍曹 誕生!究極ケロロ 奇跡の時空島であります!!』挿入歌

### キャラクターソング
- 超 Climax Jump 
  - 超 Climax Jump（DEN-O ALL STARS）
映画「劇場版 超・仮面ライダー電王&ディケイド NEOジェネレーションズ 鬼ヶ島の戦艦」 主題歌
- コードギアス 反逆のルルーシュ キャラクターソング ベスト 
  - 星夜（天子（松元環季））
- コードギアス 反逆のルルーシュR2 Sound Variety R18
  - 天子的憲法四条（天子（松元環季））
- シャングリ・ラ O.S.T.2
  - オレンジかんだら（マジカルギーナ（松元環季））
- レ・ミゼラブル 少女コゼットキャラクターソングCD 永遠のリング
  - 夢で会おうね〜Memoire〜（ファンティーヌ（萩原えみこ）＆コゼット（松元環季））